# Výr koromandelský
Výr koromandelský (Ketupa coromanda, syn. Bubo coromandus) je druh sovy z čeledi puštíkovití, který je široce rozšířen v jihovýchodní a jižní Asii.

## Systematika a rozšíření
Výra koromandelského formálně popsal v roce 1790 anglický přírodovědec John Latham pod názvem Strix coromanda. Druh byl po dlouhou dobu znám jako Bubo coromandus, nicméně na základě analýz molekulární DNA z roku 2020 a 2021 bylo navrženo taxon přeřadit z rodu Bubo do rodu Ketupa a změnit vědecké jméno na Ketupa coromanda. To bylo přijato některými vědeckými autoritami v oboru jako je IOC World Bird List. Rozeznávají se následující poddruhy s tímto rozšířením:
- K. c. coromanda (Latham, 1790) – Pákistán, Indie, Nepál a Bangladéš;
- K. c. klossii (Robinson, 1911) – od jižní Číny po jižní Myanmar a Thajsko.

## Stanoviště
Typický habitat druhu tvoří nížinaté zalesněné oblasti do 250 m n. m. s množstvím vodních ploch jako jsou řeky a jezírka. Vyskytuje se i při lesních okrajích u plantáží, cest i lidských sídel. Suché oblasti nesnáší dobře.

## Popis

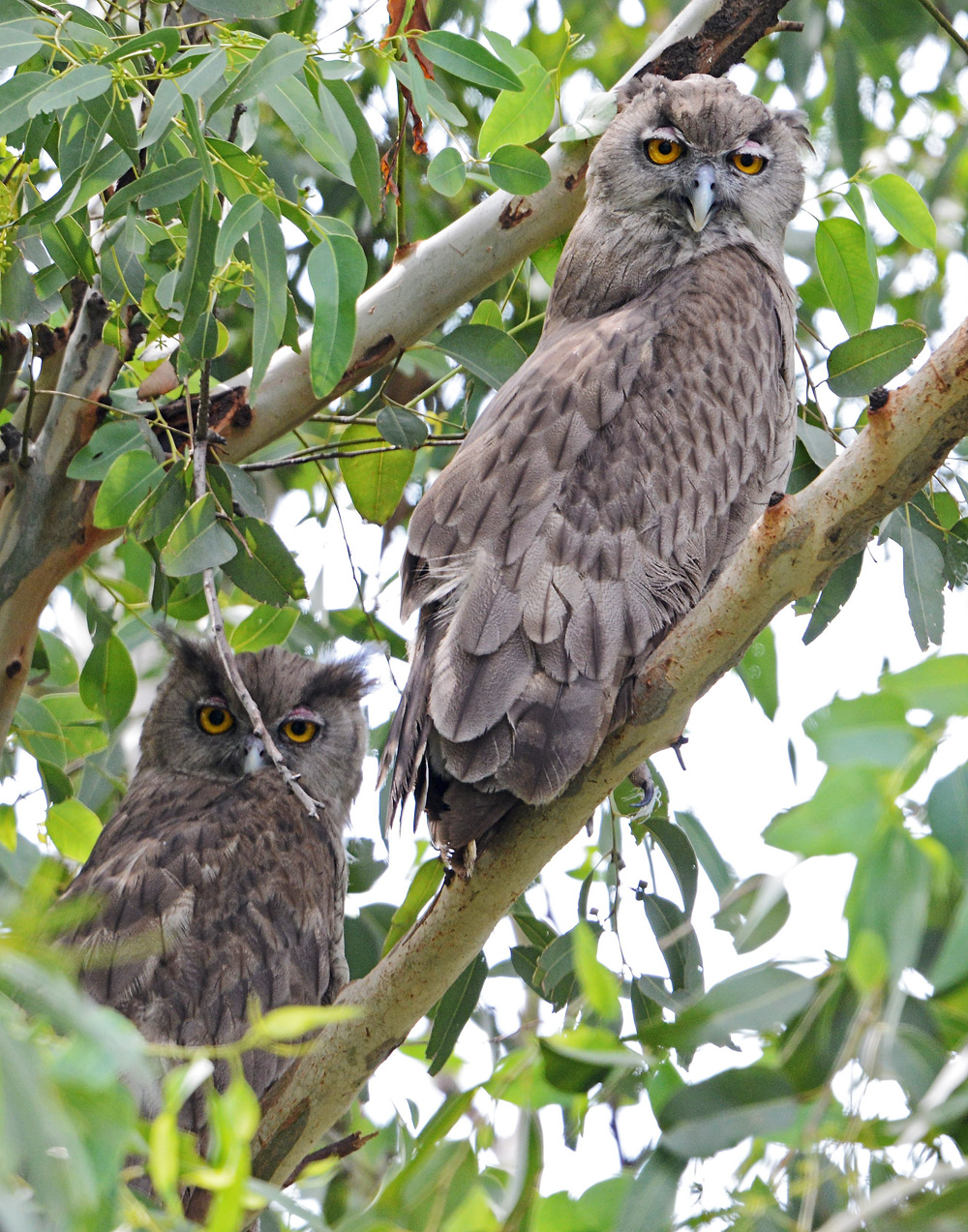
Pár výrů koromandelských

Tato statná sova dosahuje délky těla kolem 48–53 cm. Na první pohled výrazná jsou u sebe blízko posazená ouška, tzn. prodloužená pera vyrůstající nad očima. Většina opeření je hnědošedá s jemnými tmavšími skvrnkami. Obličejový disk lemuje tenká tmavá linka. Oči jsou žluté. Nohy jsou opeřené až po bázi prstů.

## Biologie
Ozývá se hlubokým rezonujícím uo, uo, uo uo-o-o-o-o. Živí se malými savci, jako jsou ptáci, plazi, žáby a ryby, nepohrdne ani větším hmyzem. Jedná se především o nočního živočicha, avšak hlavně při zatažené obloze a mírném dešti může lovit i během dne, zvláště brzy zrána nebo později večer.
Hnízdí od listopadu do dubna. K zahnízdění využívá opuštěná větší hnízda jiných druhů ptáků, mj. orlů, luňáků a supů. V indické Harijáně výr koromandelský využívá převážně hnízda čápa bělokrkého (Ciconia episcopus). Samice typicky klade dvě, někdy i jedno vejce o rozměru kolem 59×48 mm. Vejce jsou kladena několik dní po sobě a mláďata se klubou asynchronně, takže jedno z nich bývá výrazně větší a typicky jako jediné přežije.

## Ohrožení
Druh má sice neznámo velkou populaci, nicméně předpokládá se její pomalý pokles z důvodu ničení přirozených stanovišť. Akutně mu nehrozí žádné nebezpečí a má široký areál výskytu, takže jej Mezinárodní svaz ochrany přírody (IUCN) považuje za málo dotčený. Zatímco na Indickém subkontinentu je poměrně běžný, v Nepálu a Bangladéši je ojedinělý a v Myanmaru a Číně dokonce extrémně vzácný.